# Attheyella wulmeri
Attheyella wulmeri är en kräftdjursart som först beskrevs av Kerherve 1914.  Attheyella wulmeri ingår i släktet Attheyella och familjen Canthocamptidae. Inga underarter finns listade i Catalogue of Life.